# كوتا سوجياما
كوتا سوجياما (باليابانية: 杉山 浩太) (24 يناير 1985 في شيزوكا (شيزوكا) في اليابان - )؛ هو لاعب كرة قدم ياباني سابق كان يلعب كلاعب وسط.

## وصلات خارجية
- كوتا سوجياما على موقع الاتحاد الدولي (مؤرشف)  (الإنجليزية)
- كوتا سوجياما على موقع رابطة كرة القدم اليابانية للمحترفين (اليابانية)
- كوتا سوجياما على موقع قاعدة بيانات كرة القدم.إي يو (الإنجليزية)
- كوتا سوجياما على موقع Soccerway.com (الإنجليزية)
- كوتا سوجياما على موقع عالم كرة القدم.نت (الإنجليزية)
- كوتا سوجياما على موقع كووورة